# 김의털
김의털은 벼과 김의털속의 여러해살이풀로 학명은 Festuca ovina이다. 산거울이라고도 한다.

## 분포
한국에서는 중부 이남지방에 분포한다. 관모봉에서 자라며 작은이삭이 5-10개인 것을 두메김의털, 서울과 거문도에서 자라며 잎의 지름이 0.7-1mm인 것을 서울김의털, 꽃줄기의 윗부분에 털이 있고 늙은 잎에 홈이 생기지 않는 것을 참김의털, 잎에 홈이 있는 것을 지리산김의털이라고 한다.

## 특징
뿌리줄기는 짧고 줄기가 뭉쳐나며, 높이는 30-50cm이다. 잎은 길이 5-20cm로 녹색 또는 백록색이며, 잎혀는 길이 0.5mm 정도이다. 꽃은 6-8월에 원추꽃차례로 핀다. 꽃이삭은 길이 5-8cm로서 가지가 1-2개씩 달리며 이삭축에 털이 있다. 작은이삭은 길이 5-7mm로 녹색 또는 분록색이고 때로는 자줏빛이 돌며 3-6개의 작은 꽃이 들어 있다. 꽃밥은 길이 1.5-2.5mm이다.

## 갤러리

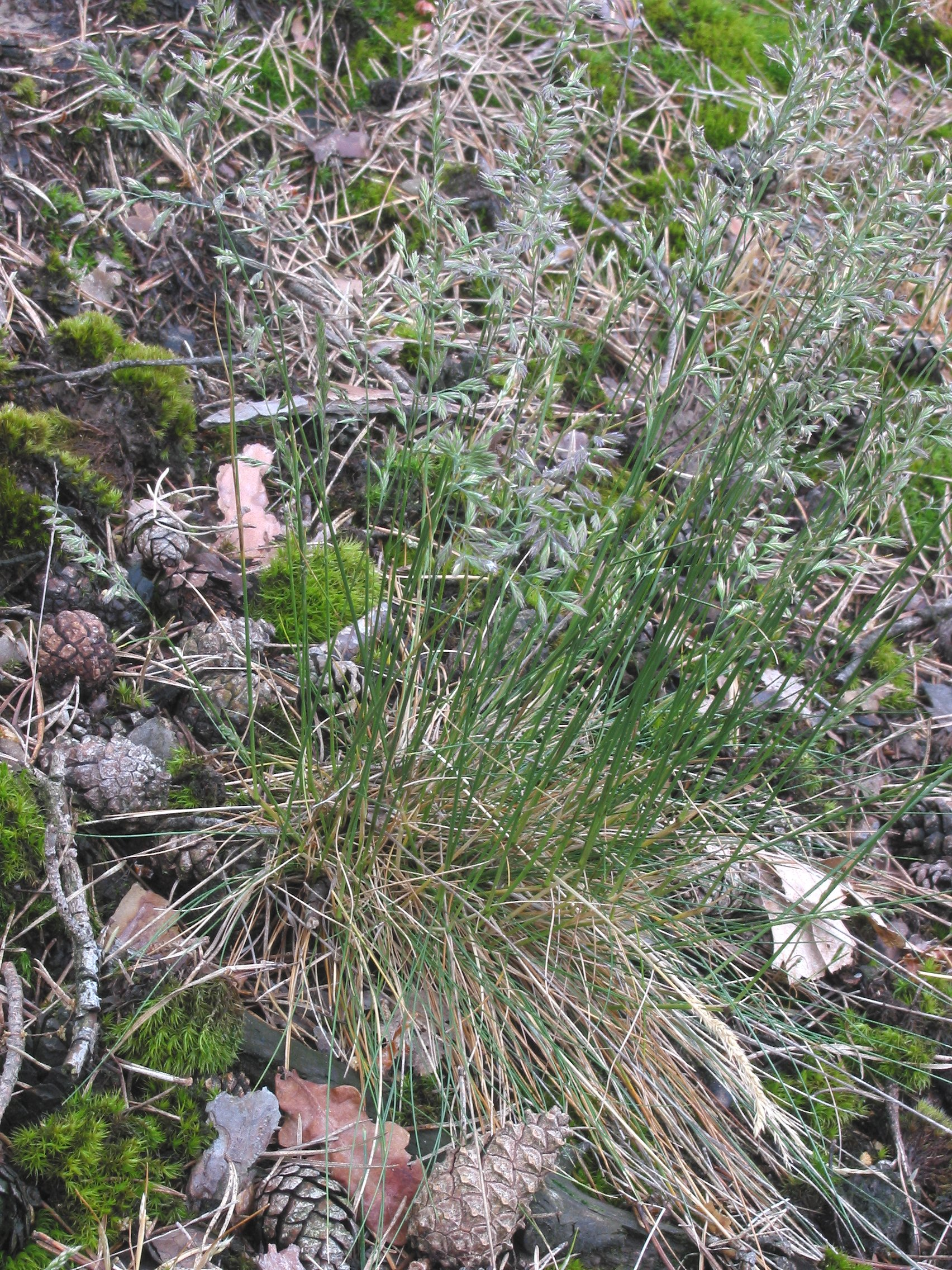
Festuca ovina subsp. hirtula
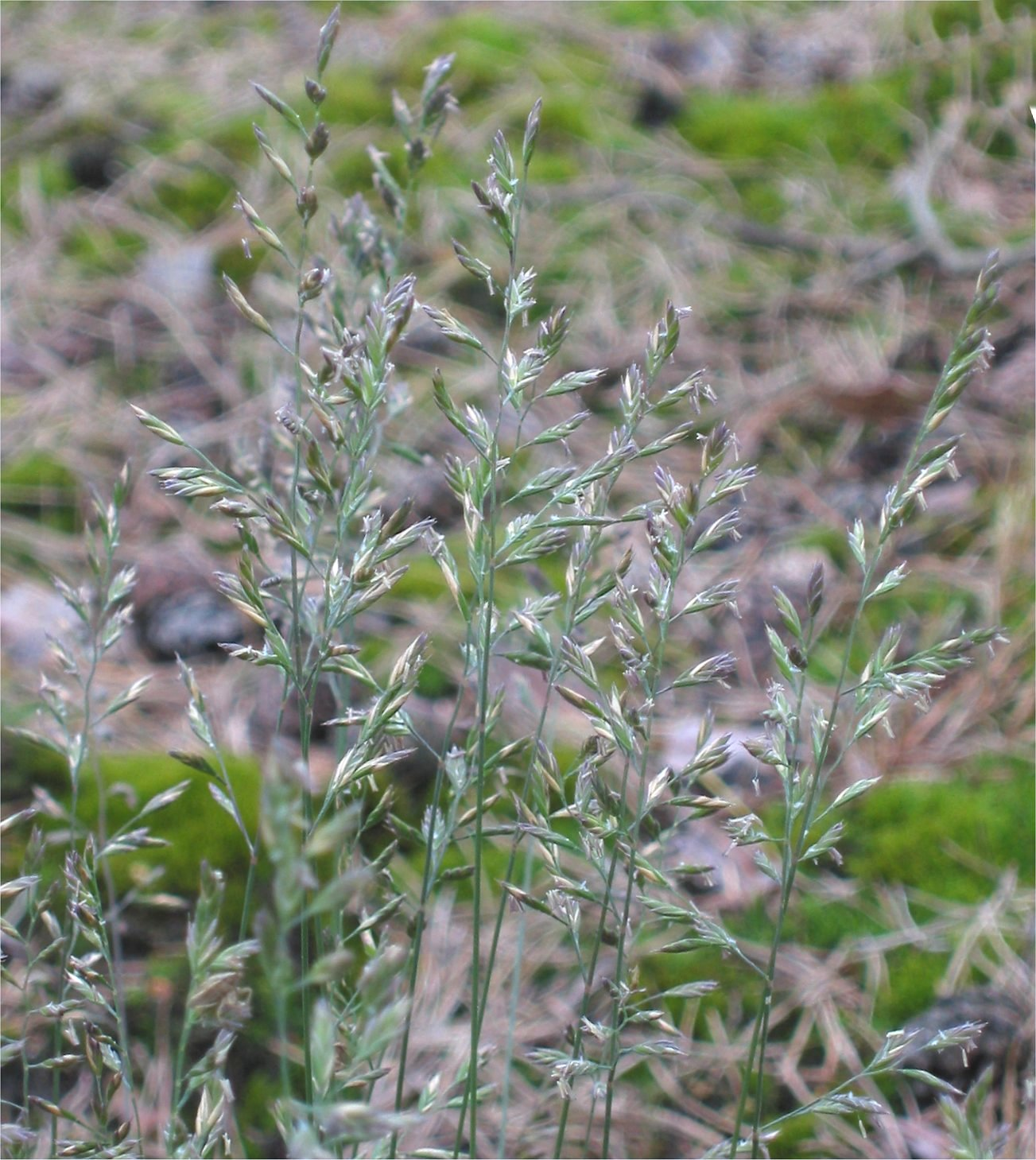
Festuca ovina subsp. hirtula 꽃차례
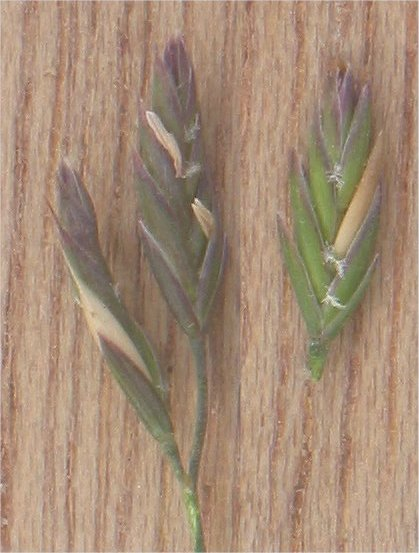
Festuca ovina subsp. hirtula 이삭
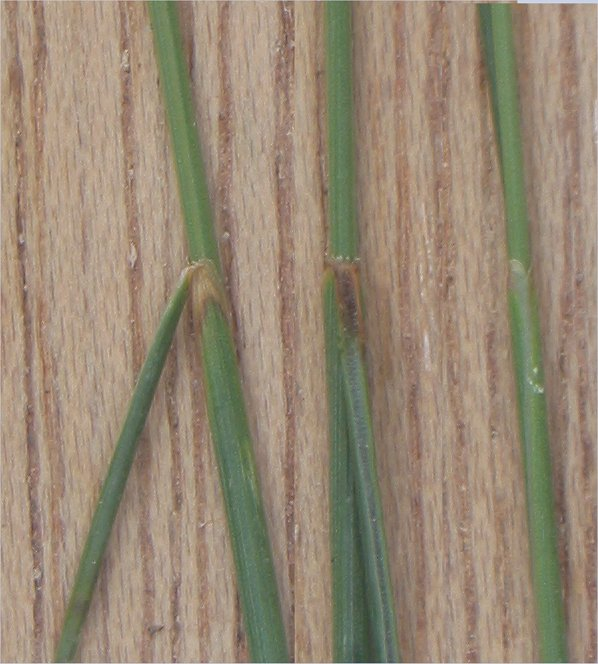
Festuca ovina subsp. hirtula 줄기
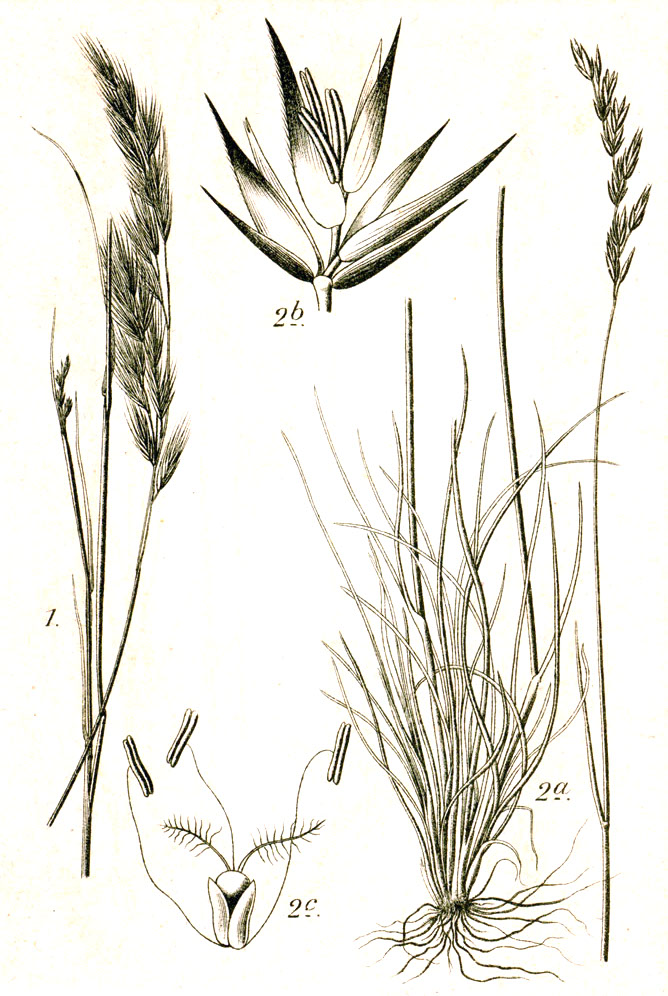